# Bernard Laidebeur
Bernard Laidebeur (Parigi, 11 luglio 1942 – Parigi, 21 aprile 1991) è stato un velocista francese.

## Palmarès
- Giochi olimpici

Tokyo 1964: bronzo nella staffetta 4×100 metri.